# Avremesnil
Avremesnil é uma comuna francesa na região administrativa da Normandia, no departamento de Sena Marítimo. Estende-se por uma área de 5,42 km². Em 2010 a comuna tinha 1 040 habitantes (densidade: 191,9 hab./km²).

## Ligacões externas
- Site oficial da comuna (em francês)